# Бахадур-шах I
Бахадур-шах I (*14 жовтня 1643 —27 лютого 1712) — 7-й падишах Імперії Великих Моголів у 1707–1712 роках. був останнім з володарів, кого можна з певністю назвати Великим Моголом, наступні падишахи стали втрачати владу та території імперії. Відомий також як Шах Алам I.

## Життєпис
Був сином Аурангзеба та раджпутської князівни Наваб-бай. При народженні отримав ім'я Кутб-уд-дін Мухаммад Муаззам. Стосовно молодих років мало що відомо. У 1663 році призначається субадаром (намісником) Декану. Під час своєї каденції йому довелося вести боротьбу з повсталими маратхами. У 1669 році за великий хабар Муаззам сприяв укладанню перемир'я між Шиваджі та своїм батьком — падишахом. У 1673 році призначається субадаром Кабула, Мултана та Сінда. Під час свого намісництва добре познайомився із сикхами, афганськими племенами та гірськими індуськими раджами.
У 1678 році на нетривалий термін знову отримує посаду субадара Декану, втім вже у 1680 році отримує наказ повертатися до Делі. Невідомо чим займався в цей час Муаззам, ймовірно з 1685 року супроводжував батька під час походу на південь Індостану. Втім у 1695 році призначається субадаром Агри та Акбарабада. У 1699 році отримує намісництво у Педжабі та Кабулі. На цій посаді Муаззам перебував до 1707 року, коли помер його батько.
З огляду на те, що Муаззам був найближчий серед синів Аурангзеба до столиці, він встиг захопити трон й скарбниці. В Агрі оголосив себе падишахом під ім'ям Бахадур-шах. Того ж року при Агрі розбив свого брата Азам-шаха, а у 1709 році — іншого — Мухаммада Кам Бахші. Після цього прийняв додатковий титул Шах Алам.
Бахадур-шаху довелося стикнутися з повстаннями сикхів, раджпутів та маратхів, причиною яких була нетерпима поведінка попередника. Новий падишах намагався залагодити ці конфлікти. Він уклав союз із гуру сикхів Ґобінд Сінґхом, надавши тому придворний титул (водночас наказав придушити повстання сикхів у Пенджабі), не вимагав суворої сплати джизьї (податку на немусульман). Зрештою зміг розділити раджпутів. У 1707 році задав поразки раджі Марвара, залякав клан Каччвахів, уклав союз з Аджит Сінгхом. Водночас, при сходженні на трон випустив Шахуджі, одного з нащадків Шиваджі, чим спричинив розбрат серед маратхів й їхнє тимчасове послаблення.
Утім до кінця життя не зумів остаточно приборкати сикхів та раджпутів. При цьому у 1711–1712 роках його намісники вели запеклі бої з володарями Бутану. Помер 27 лютого 1712 року у Лахорі. Йому наслідував син Джахандар-шах.